# ジム・ホール
ジム・ホール（Jim Hall、本名ジェームズ・スタンリー・ホール 、1930年12月4日 - 2013年12月10日）は、アメリカ合衆国のジャズ・ミュージシャン、ギタリスト。ソニー・ロリンズ、アート・ファーマー、ビル・エヴァンスなど著名なミュージシャンと長年共演しており、多くのミュージシャンがホールからの影響を受けている。

## 生い立ち
ニューヨーク州バッファロー生まれ。両親の離婚によりクリーブランドに引っ越し、そこで育った。10歳からギターの演奏を始めた。

## 経歴
1955年よりチコ・ハミルトン楽団で活動。1957年、初のリーダー・アルバム『ジャズ・ギター』発表。
1960年代は、サイドマンとしての活動が中心となる。1960年から1961年にかけてエラ・フィッツジェラルドのバックを務め、傑作ライブ・アルバムとして名高い『マック・ザ・ナイフ-エラ・イン・ベルリン』にも参加。1962年にはビル・エヴァンスとの連名で『アンダーカレント』を録音し、また、ソニー・ロリンズやアート・ファーマーのリーダー・アルバムにも参加。1969年、12年ぶりのリーダー・アルバム『ジム・ホール・イン・ベルリン』発表。
1972年、ロン・カーターと連名で制作したベースとギターのデュオ作品『アローン・トゥゲザー』が話題となる。ロンとは以後も度々共演。1975年には、チェット・ベイカーなどを迎えて録音したリーダー・アルバム『アランフェス協奏曲』が大ヒット。1976年には、神原音楽事務所の招聘により日本公演を行った。
1992年、ゲイリー・バートンのアルバム『シックス・パック』に参加。1993年にはギター独奏による『デディケイションズ&インスピレイションズ』発表。1999年にパット・メセニーとの共演盤『ジム・ホール&パット・メセニー』発表。
2003年には、レーベルをArtistShareに移り、『マジック・ミーティング』というトリオ・アルバムの作成を発表した。2005年、ピアニストのGeoffrey Keezer(ジェフリー・キーザー）と共に『フリー・アソーシエィション』というデュオ・アルバムをArtistShareから発表。このアルバムは、ホールが教師をしていたThe New School for Jazz and Contemporary Musicで録音された。バークリー音楽大学でも教員をしており、2008年、元教え子のビル・フリゼールと共にダブル・ディスクの『ヘミスフィア』を発表した。
2013年12月10日、マンハッタンの自宅で死去。享年83歳。

## 評価
ジム・ホールのギター演奏には様々な評価があるが、静寂、控えめさ、忍耐に特徴があるとの評もある。
共演者でもあるジョー・ロヴァーノは、ホールのギターにはジャズの聴衆を引き込む力があり、その演奏の美しさに匹敵するのはピアノのビル・エヴァンスくらいしかいないと証言している。

## ディスコグラフィ

### リーダー作品
- 『ジャズ・ギター』 - Jazz Guitar（1957年1月録音）(Pacific Jazz) 1957年
- 『ジム・ホール・イン・ベルリン』 - It's Nice To Be With You: Jim Hall In Berlin（1969年6月録音）(MPS) 1969年
- 『…ホエア・ウッド・アイ・ビー？』 - Where Would I Be（1971年7月録音）(Milestone) 1971年
- 『アランフェス協奏曲』 - Concierto（1975年4月録音）(CTI) 1975年
- 『ライヴ！』 - Jim Hall Live!（1975年6月録音）(Horizon/A&M) 1975年
- 『ジム・ホール・ライブ・イン・トーキョー』 - Jim Hall In Tokyo（1976年録音）(A&M) 1976年（「中野サンプラザ」におけるライヴ）
- 『哀愁のマタドール』 - Commitment (Horizon) 1976年
- 『無言歌』 - Jazz Impressions Of Japan（1976年11月録音）(Horizon)1977年（ダイレクトカッティングで録音された）
- 『サークルズ』 - Circles (Concord) 1981年
- 『スリー』 - Jim Hall's Three (Concord) 1986年
- All Across The City（1989年5月録音）(Concord) 1989年
- 『ライブ・アット・タウン・ホール'90』 - Live At Town Hall（1989年、1990年録音）(Jazz Heritage) 1991年（ライヴ。CD 2枚組。）
- チャーリー・ヘイデンと共同名義, Charlie Haden/Jim Hall（1990年7月録音）(Impulse!) 2014年
- 『サブセクエントリー』 - Subsequently (BMG/MusicMasters Jazz) 1992年
- 『ユーカリ』 - Youkali (CTI) 1992年
- 『サムシング・スペシャル』 - Something Special (Inner City/Music Masters Jazz) 1993年
- Dedications And Inspirations (Telarc) 1994年
- Dialogues (Telarc) 1995年
- 『テクスチャーズ』 - Textures（1996年9月録音）(Telarc) 1997年
- 『パノラマ：ライヴ・アット・ヴィレッジ・ヴァンガード』 - Panorama: Live at the Village Vanguard (Telarc) 1997年（ライヴ）
- 『ジャズパー・カルテット+4』 -  Jazzpar Quartet + 4  (Storyville) 1998年
- 『バイ・アレンジメント』 - By Arrangement (Telarc) 1998年
- Jim Hall & Basses (Telarc) 2001年

### デュオ作品
- ビル・エヴァンスと共同名義, 『アンダーカレント』 - Undercurrent（1962年4月、5月録音）(United Artists) 1962年
- ビル・エヴァンスと共同名義, 『インターモデュレーション』 - Intermodulation（1966年4月、5月録音）(Verve) 1966年
- ロン・カーターと共同名義, 『アローン・トゥゲザー』 - Alone Together（1972年8月録音）(Milestone) 1972年
- レッド・ミッチェルと共同名義, Valse Hot: Live at the Sweet Basil（1978年1月18日、19日録音）(Artists House) 2016年（ニューヨーク「スイート・ベイジル (Sweet Basil Jazz Club) 」におけるライヴ）
  - レッド・ミッチェルと共同名義, Jim Hall And Red Mitchell（1978年1月20日、21日録音）(Artists House) 1978年（ライヴ）
- アート・ファーマーと共同名義, 『ビッグ・ブルース』 - Big Blues（1978年2月録音）(CTI) 1979年
- ロン・カーターと共同名義, Live At The Village West（1982年11月録音）(Concord Jazz) 1984年
- ロン・カーターと共同名義, 『テレフォン』 - Telephone（1984年8月録音）(Concord Jazz) 1985年
- チャーリー・ヘイデンと共同名義, 『チャーリー・ヘイデン＆ジム・ホール』 - Charlie Haden/Jim Hall（1990年7月録音）(Impulse!) 2014年
- パット・メセニーと共同名義, 『ジム・ホール＆パット・メセニー』 - Jim Hall and Pat Metheny（1998年7月、8月録音）(Telarc) 1999年
- エンリコ・ピエラヌンツィと共同名義,  Duologues（2004年9月録音）(Cam Jazz) 2005年
- Geoffrey Keezerと共同名義, Free Association（2005年6月録音）(ArtistShare) 2006年
- ジョーイ・バロンと共同名義, Conversations (ArtistShare) 2010年

### その他の共同名義
- チェット・ベイカーらと共演, スタジオ・トリエステ - Studio Trieste (CTI) 1982年
- ジョー・ロヴァーノ、ジョージ・ムラーツ、ルイス・ナッシュと共同名義, 『グランド・スラム』 -  Grand Slam: Live at the Regatta Bar（2000年1月録音）(Telarc) 2000年（ライヴ）
- ビル・フリーゼルらと共演, Hemispheres (ArtistShare) 2008年（CD 2枚組）

### 教則ビデオ
- Jim Hall Jazz Guitar Master Class 1998年

## テレビ、ラジオ出演
- 地球テレビ エル・ムンド (NHK BS1)：2012年5月30日23:00～23:50放送
- ジャズ・トゥナイト(NHK-FM)：2012年7月21日23:00～7月22日1:00放送

## コンサート
- 日本公演/1976年